# Demon (mitología)
Un demon, daimon o daimón (en griego, δαίμων, que significa «dios», «divino», «poder», «destino») es un concepto de la mitología y la religión griegas cuyo significado puede ser diferente según el contexto en el que aparece, generalmente relacionado con un poder sobrenatural. 
En los textos de Homero habitualmente tenía el significado de una divinidad indeterminada; el término se usa de manera casi intercambiable con el de theos para referirse a un dios. La distinción entre los dos es que theos enfatiza la personalidad del dios, en tanto que demon enfatiza sus actividades. Cuando se aplicaba a la vida del hombre, equivalía a la fortuna, la suerte, un genio protector, el destino o la fatalidad.  
Para Hesíodo, los hombres de la Edad de Oro se habían convertido por voluntad de Zeus en démones que protegían a los mortales. Los pitagóricos distinguían entre dioses, démones, héroes y hombres y, más tarde, Platón, en El banquete, definió un demon como un ser intermedio entre los mortales e inmortales, puesto que debía transmitir los asuntos humanos a los dioses y los asuntos divinos a los hombres. Dentro de esta concepción platónica, las principales funciones de los démones eran servir de guías a los hombres a lo largo de su vida y conducirlos al Hades en el momento de la muerte.

## Etimología
La etimología de la palabra demon es dudosa. Su significado se ha relacionado con el verbo griego daio, que significa «repartir», por lo que demon se podría interpretar como «proveedor, distribuidor (de fortunas o destinos)».

## Concepto
Los démones son deidades menores o espíritus, a menudo personificaciones de conceptos abstractos, seres a la vez de la misma naturaleza que los mortales y que las deidades, similares a fantasmas, héroes ctónicos, guías espirituales, fuerzas de la naturaleza o las deidades mismas (véase El banquete de Platón). Sin embargo,  a los males liberados por Pandora se les llama «enfermedades», no démones. Un demon no es tanto un tipo de ser cuasidivino, según Walter Burkert, sino más bien un «modo peculiar» no personificado de su actividad.
En la Teogonía de Hesíodo, Faetón se convierte en un demon incorpóreo o un espíritu divino. En Trabajos y días, Hesíodo cuenta que los habitantes de la Edad de oro se transformaron en démones por voluntad de Zeus para servir a los mortales con benevolencia como sus espíritus guardianes; «seres buenos que distribuyen riquezas… [sin embargo], permanecen invisibles, conocidos solo por sus actos». De acuerdo con Walter Burkert, sobre la base del mito de Hesíodo ganó popularidad la idea de que «figuras grandes y poderosas debían ser honradas después de la muerte como un demon...». Esta idea se refleja en los textos de algunos poetas trágicos como Esquilo, donde se invoca al rey Darío como un demon, después de morir; o Eurípides, donde se dice que Alcestis, una vez muerta, se ha convertido en un demon feliz. Incluso en epitafios del periodo helenístico era habitual describir al fallecido como un demon.
De acuerdo con Walter Burkert, una tradición del pensamiento griego, basada en textos de Platón, era la de que existía un demon dentro de una persona desde su nacimiento, que le era era asignado por suerte desde antes de nacer.Así, Platón afirma: «Y he aquí lo que se cuenta: a cada cual, una vez muerto, le intenta llevar su propio genio [demon], el mismo que le había tocado en vida, a cierto lugar, donde los que allí han sido reunidos han de someterse a juicio».
Por otra parte, en el Papiro de Derveni se dice que hay un demon personal para cada uno que puede ser benévolo o vengador.

## Los «démones cerámicos»
Un buen ejemplo de démones son los que acompañan al alfarero como podemos leer en el El horno o Los alfareros, espuriamente atribuido a Hesíodo:
«Pero si, vueltos a la desvergüenza, ofrecéis falsas promesas, invocaré después también a los destructores de hornos, a Rompedor (Suntribo), al mismo tiempo que a Crujidor (Esmaragonte), Ahumador (Asbeto) y Estrellador (Sabactes), y a Domador de lo crudo (Omodamo), que muchos males proporciona a este arte. Trata de convencer a la que también prende fuego a las casas y que con ella el horno entero se derrumbe entre grandes gemidos de alfareros. Como rumia la mandíbula de un caballo, que rumie el horno toda la cerámica que hay dentro de él. haciéndola trocitos».

## Los démones como «demonios»
El término griego demon o daimon, como se ha mostrado, no tiene necesariamente connotaciones de maldad o malevolencia. De hecho, Eudaimonia (εὐδαιμονία), significa literalmente «buen demon [espíritu]», así como también «felicidad». Se ha señalado que la atribución de características malignas a los démones procede de los escritos de Platón y Jenócrates: Por otra parte, se ha atribuido esa actual connotación malévola como «demonio» a que la palabra en griego se utilizó (junto con daimonion) en traducciones cristianas al griego y en la Vulgata para referirse a «dios de los paganos» o «ídolo pagano» y también para «espíritu impuro». Autores judíos previos habían empleado la palabra griega en este sentido, usándola para traducir shedim («señores, ídolos») en la Septuaginta, y en el Evangelio de Mateo (8, 31) se lee «Y le suplicaban los demonios [daímones]: "Si nos echas, mándanos a esa piara de puercos"».